# シレノス (ミュージシャン)
シレノス (Silenoz、本名：スヴェン・アトレ・コッペルッド (Sven Atle Kopperud)、1977年3月1日 - )は、ノルウェー出身のヘヴィメタルミュージシャン (ギタリスト)。シャグラット、トヨダルフと共にシンフォニックブラックメタルバンド、ディム・ボルギルを結成したメンバーである。また、ディム・ボルギルの楽曲の作曲において中心的な役割を果たしている。ディム・ボルギル以外に、デスメタルバンド、Insidious Diseaseでもギタリストとして活動している。

## 略歴
シレノスは、ディム・ボルギル結成時からギタリストとして活動している。また、作曲家および作詞家として、ディム・ボルギルの楽曲の多くの作曲・作詞を行っている。また、ギター以外に、バッキング・ボーカル (『Stormblåst』、『Stormblåst MMV』、『Godless Savage Garden』)、ベース (『Stormblåst MMV』)を担った事もある。更に、バンド最初期はリードボーカルを兼任しており、『For All Tid』、『Stormblåst』などで担当している。また、初期は、Erkekjetter Silenoz (英語でArch-Heretic Silenozの意)と名乗っていた。
シレノスの参加する別のバンドとしてスラッシュメタルバンド、Nocturnal Breedが挙げられる。シレノスはこのバンドでリズムギターを兼任しており、場合によってはベースも演奏した。このバンドでは、Ed Damnatorというステージネームを使用していた。
シレノスは、アメリカを中心とした世界的なアニメチャンネル「カートゥーン ネットワーク」の放送枠の1つ「アダルトスイム」でキャラクターに声をあてた。このエピソードは、2007年9月21日(金)にAdult Swim Fixで放映された、同シリーズの2ndシーズン最初のエピソードであった。
シレノスは、元々ベースの演奏を行っていたが、彼は"4本の弦での演奏に限界を感じた"。その後、1991年よりギターを弾くようになった。彼は、ジューダス・プリースト、ランディ・ローズ、エディ・ヴァン・ヘイレンら、彼が言うところの"本当のギタリスト"にインスパイアされたと語っている。
ディム・ボルギルでギタリストとして活動している間、シレノスはロングヘアであった。しかし、2012年現在、ピアスや髭を維持しつつ、スキンヘッドにしている。

## ステージネーム
シレノスはインタビューで、ステージネームの由来について、ギリシャ神話に登場するシーレーノス (Silenus)のラテン語の別のスペリングから採ったと語っていた。ディム・ボルギル活動初期は、Erkekjetter Silenozを使用していたが、後に短くしてSilenozとした。

## 使用楽器
- ESP Okkultist Custom V guitars (Maroon & Natural Finishes)[2]
- ESP SV Series guitars
- ESP Viper guitar
- Jackson Randy Rhoads
- Seymour Duncan pickups
- Marshall Amplifiers
- Mesa Boogie amplifiers
- ENGL amplifiers
- Blackstar amplifiers
- Boss guitar effects
- Dean Markley - Blue Steel guitar strings
- Dunlop Tortex picks
- Shure wire-less systems

## ビデオグラフィー
- Behind the Player: Dimmu Borgir (DVD, 2010, Alfred Music Publishing)[3]